# Lauwers
Lauwers je řeka v severním Nizozemsku, dlouhá 40 kilometrů. Pramení v katastru obce Surhuisterveen a teče od jihu k severu jílovitou nížinou, tvoří hranici mezi provinciemi Frísko a Groningen. Křižuje Plavební kanál princezny Markéty a přibírá přítok Oude Vaart, na dolním toku se větví na ramena Olde Lauwers a Zijldiep. Vlévá se do umělého jezera Lauwersmeer, které je propojeno se Severním mořem nedaleko ostrova Schiermonnikoog.
V 8. století oddělovala řeka, tehdy zvaná Laubach, podle zákona Lex Frisionum Franskou říši od území Frísů. Je také historickou jazykovou hranicí mezi západofríštinou a východofríštinou.